# Пираты галактики Барракуда
«Пира́ты гала́ктики Барраку́да» — фантастико-приключенческий фильм Антона Борматова, снятый по сценарию Андрея Геласимова при участии Натальи Милявской. Производством проекта занималась компания R-media при поддержке Министерства культуры Российской Федерации. В фильме сыграли Юрий Колокольников, Лукерья Ильяшенко, Роман Курцын, Софья Лебедева и др..
15 августа 2024 года картина стала фильмом закрытия XXXII Фестиваля российского кино «Окно в Европу» в Выборге и фильмом открытия ХIII Московского международного кинофестиваля «Будем жить».
Фильм вышел в российский прокат 22 августа 2024 года.

## Сюжет
На Землю попадает пришелец из далёкой галактики, владеющий удивительными сверхспособностями. Чтобы скрыться от кары сурового космического закона, ему приходится принять облик застенчивого школьника Мити. Теперь ему нужно отправить сигнал бедствия своей команде, но в одиночку это не так просто. Инопланетянин случайно спасает девочку Кристину и знакомится с главным хулиганом её школы, Колей. Им предстоит не только спасаться от змеелюдей, но и попытаться спасти от гибели Солнечную систему… Разрулить такие проблемы могут помочь только дружба, самопожертвование и, конечно, юмор.

## Актёры и роли

### В главных ролях
| Актёр          | Роль         |
| -------------- | ------------ |
| Борис Дейков   | Митя / Пират |
| Полина Гухман  | Кристина     |
| Алексей Онежен | Коля         |

### В ролях
| Актёр              | Роль            |
| ------------------ | --------------- |
| Юрий Колокольников | Верховный страж |
| Лукерья Ильяшенко  | Верховный страж |
| Роман Курцын       | Змеестраж       |
| Софья Лебедева     | Змеестраж       |
| Татьяна Рассказова | Пират теней     |
| Ольга Науменко     | бабушка Мити    |

## Производство
5 июля 2022 года картина была представлена под названием «Митя из созвездия „Барракуда“» на очном заседании Экспертного совета Минкультуры России по защите игровых фильмов для детей и юношества и фильмов, находящихся в стадии завершения производства и получила субсидию.
О старте съёмок фильма стало известно в июне 2023 года. Тогда же появилась информация о том, что картина снимается по оригинальному сценарию классика российской литературы Андрея Геласимова («Нулевой пациент»). Режиссёром был объявлен Антон Борматов.

«Андрей Геласимов прекрасно придумывает фантастические миры и оригинальных персонажей. Я знал, что он — большой писатель, очень глубокий, очень интересный, очень умный. Но когда мне попалась эта весёлая и увлекательная история, я понял, что это как раз то, что хочется экранизировать. Я вспомнил популярный фильм Элема Климова „Добро пожаловать, или посторонним вход воспрещён“, где первый титр был такой: „Это фильм для взрослых, которые были детьми, и для детей, которые обязательно будут взрослыми“»,— Альберт Рябышев, продюсер

«Уникальность нашего фильма в том, что с одной стороны — это возврат к чему-то простому, близкому любителям советской фантастики, а с другой — это настоящий современный визуальный аттракцион», — Антон Борматов, режиссер
Съёмки картины проходили в подмосковном посёлке Снегири, на ВДНХ, в Парке Горького, парках «Сокольники» и «Ходынское поле», в интерьерах ЖК «Скандинавия».
Во время съёмок актёр Роман Курцын нечаянно проглотил силиконовые зубы.
Выход фильма в российский прокат планировался 29 августа 2024 года, но был перенесён на 22 августа 2024 года.
Официальный трейлер появился в сети 1 июля 2024 года.
К выходу фильма в российский прокат издательским домом «Городец» была выпущена книга сценариста Андрея Геласимова «Пираты галактики Барракуда» с кинообложкой.
17 августа 2024 года были выпущены персонажные постеры фильма.
19 августа 2024 года вышел музыкальный клип актёров фильма Бориса Дейкова, Алексея Онежена и Полины Гухман на кавер-версию песни группы Dabro «Юность».

## Продолжение
24 марта 2024 года, во время питчинга  Фонда кино был представлен проект сиквела под названием Пираты галактики Барракуда 2.

## Награды и номинации
| Награды и номинации | Награды и номинации | Награды и номинации | Награды и номинации | Награды и номинации | Награды и номинации |
| Премия              | Год                 | Категория           | Результат           | Прим.               |                     |
| ------------------- | ------------------- | ------------------- | ------------------- | ------------------- | ------------------- |
| МКФ «Циолковский»   | 2025                | Гран-при «Гагарин»  | Победа              | [ 19 ]              |                     |

## Мнения о фильме
Картина получила противоречивые оценки критиков и журналистов.
- Артур Ишпулатов, Пятый канал:

В итоге получился настоящий семейный приключенческий фильм. В нём есть место погоням, дракам, а ещё дружбе и любви.
- Наталья Бабахина, «Metro Москва»:

За весь фильм ни разу не было ощущения, что авторы картины хотят кому-то понравиться или не верят в то, о чём нам рассказывают — основная проблема современного отечественного детского (да и не только детского) кино. Дело ли в сценарии, автором которого стал известный писатель Андрей Геласимов и сразу по прочтении которого режиссёру и продюсерам страшно захотелось снять фильм, или в найденном Борматовым балансе между увлекательностью повествования для детей и скептическим к нему отношением у взрослых — судя по всему, и то, и другое. Именно поэтому всё, что входит в картине в категорию смешного, получилось смешно для всех — и взрослых, и детей..
В то же время обозреватель издания «КиноРепортёр» Алексей Литовченко фильм разгромил, отметив плохую игру юных актёров, непродуманность персонажей, а также то, что «к сожалению, даже неплохо придуманным (вероятно, не нарочно) и обладающим каким-то реальным потенциалом элементам и идеям всё равно не хватает адекватной реализации».